# Power Rangers Zeo
Power Rangers Zeo es el título de la 4.ª temporada de la franquicia Power Rangers, producida por Saban Entertainment, Renaissance Atlantic Entertainment y MMPR Productions en colaboración con Toei Company, y emitida en Fox Kids del 20 de abril al 27 de noviembre de 1996, constando de 50 episodios. Parte de sus escenas proceden de la temporada de Super Sentai Series titulada Chōriki Sentai Ohranger.

## Argumento
La trama comienza en el mismo punto donde lo dejó Mighty Morphin Alien Rangers. Rito y Goldar han destruido el Centro de Mando con una bomba, pero no han tenido tiempo de escapar a la explosión y han dejado el cristal Zeo entre los escombros, quedando ellos sin memoria abandonados en Angel Grove. Mientras, Rita y Zedd son expulsados de la luna por el Imperio de las Máquinas, liderado por el rey Mondo, la reina Máquina y el príncipe Sprocket, que buscan conquistar la Tierra para así dominar el universo entero. Mientras tanto, los Rangers encuentran el cristal Zeo, que les guía hasta las profundidades bajo el Centro de Mando, donde encuentran la Cámara de Poder, el nuevo cuartel general donde les esperan Zordon y Alpha 5 sanos y salvos, quienes no pierden el tiempo y utilizan el cristal Zeo para invocar nuevos poderes que reemplazaran a las Monedas de Poder y les permitirán enfrentarse a las Máquinas y así comenzando su nueva aventura como la nueva generación de Power Rangers, los Power Rangers Zeo.
Billy se retira del combate pero sigue ayudando a los Rangers a través de la Cámara de Poder con inventos. Tommy, Adam, Rocky, Kat y su nueva aliada, Tanya, obtienen sus nuevos poderes cada uno con una pieza diferente del cristal Zeo. Kat continúa siendo Rosa ahora en Zeo Ranger 1, mientras que Tanya ocupa el lugar de Aisha como Amarillo en Zeo Ranger 2 y para los demás hay cambio de color como Rocky que ahora es Azul en Zeo Ranger 3, mientras que Adam tiene su nuevo color, el Verde, en Zeo Ranger 4 y Tommy continúa siendo líder pero ahora como rojo en Zeo Ranger 5.

## Elenco y personajes

### Principales
- Catherine Sutherland como Katherine "Kat" Hillard/Zeo Ranger I Pink.
- Nakia Burrise como Tanya Sloan/Zeo Ranger II Yellow.
- Steve Cardenas como Rocky DeSantos/Zeo Ranger III Blue.
- Johnny Yong Bosch como Adam Park/Zeo Ranger IV Green.
- Jason David Frank como Tommy Oliver/Zeo Ranger V Red.
- Austin St John como Jason Lee Scott/Zeo Gold Ranger Power.
- Erik Frank como David Trueheart.
- David Yost como Billy Cranston.
- Paul Schrier como Farkas "Bulk" Bulkmeier.
- Jason Narvy como Eugene "Skull" Skullovitch.
- Richard Genelle como Ernie.
- Gregg Bullock como el Teniente/Detective Stone.

### Secundarios
- David Fielding y Robert L. Manahan como Zordon. Manahan prestó su voz para el personaje.
- Richard Steven Horvitz como la voz de Alpha 5. Donene Kistler interpretó el personaje en su traje.
- David Stenstrom como la voz del rey Mondo.
- Alex Borstein como la voz de la reina Machina.
- Barbara Goodson como la voz del príncipe Sprocket y Orbus.
- Oliver Page como la voz de Klank.
- Douglas Sloan como la voz del príncipe Gasket.
- Melora Harte como la voz de Archerina.
- Lex Lang como la voz de Louie Kaboom.
- Derek Stephen Prince como Auric, el Conquistador.
- Ted, Tim y Tom DiFillippo como Trey de Triforia/Gold Ranger. Ted interpreta a Trey el señor de la sabiduría, Tim al señor del valor y Tom al señor del corazón. Brad Hawkins dio la voz a los personajes en primeras apariciones.
- Edwin Neil y Robert Axelrod como Lord Zedd. Axelrod prestó su voz para el personaje.
- Carla Perez y Barbara Goodson como Rita Repulsa. Goodson prestó su voz para el personaje.
- Kerrigan Mahan como la voz de Goldar.
- Bob Papenbrook como la voz de Rito.
- Robert Axelrod como la voz de Finster.
- Lesley Tesh-Petersen como Emily.
- Darren Press como Raymond.
- Rajia Baroudi como Delphine/White Aquitar Ranger.
- David Bacon como Aurico/Red Aquitar Ranger.
- Karim Prince como Cestro/Blue Aquitar Ranger.
- Jim Gray como Tideus/Yellow Aquitar Ranger.
- Alan Palmer como Corcus/Black Aquitar Ranger.

### Power Rangers Zeo
- Tommy Oliver/Zeo Ranger V Red: Es el antiguo Green y White Ranger, cambiado al color rojo por el cristal Zeo, como el ranger más veterano y fuerte del equipo, sigue ejerciendo como líder. Cuando Kimberly le envía una carta diciéndole que ha conocido a otra persona y quiere romper con él, Tommy queda devastado, pero eventualmente se recompone y acaba empezando a salir con Kat. Como Red Zeo Ranger, el símbolo de su visor es una estrella de cinco puntas y su arma es una espada.
- Adam Park/Zeo Ranger IV Green: Es el antiguo Black Ranger, cambiado al color verde por el cristal Zeo. Sigue manteniendo la misma personalidad tranquila y espiritual que le caracteriza. Como Green Zeo Ranger, el símbolo de su visor es un rectángulo y su arma son dos hachas.
- Rocky De Santos/Zeo Ranger III Blue: Es el antiguo Red Ranger, cambiado al color azul por el cristal Zeo. Mantiene una mente inquieta, dedicándose a todo tipo de tareas. Cuando Jason regresa, se siente desplazado y fuera de lugar, aumentando su inseguridad en sí mismo hasta que Jason le convence de que él no ha venido a desplazar a nadie y que todos son un equipo. Como Blue Zeo Ranger, el símbolo de su visor es un triángulo y su arma son dos tonfas.
- Tanya Sloan/Zeo Ranger II Yellow: Es la nueva integrante del equipo. Se trata de una habitante de una tribu africana elegida por Aisha durante su búsqueda del cristal Zeo para llevar hacia a los Rangers. Tras la renuncia de Billy, se quedó definitivamente en el equipo. Los acontecimientos tan precipitados a su llegada fueron un shock para ella, pero no tardó en aclimatarse e integrarse en el equipo. Sus padres son dos exploradores desaparecidos hace mucho tiempo, y ella piensa que siguen vivos, soñando con que algún día vuelos la dejaron hasta que la encontró Aisha, y en la actualidad vive con Kat y sus padres. Como Yellow Zeo Ranger, el símbolo de su visor son dos franjas con líneas horizontales y su arma es una doble porra.
- Kat Hillard/Zeo Ranger I Pink: Es la antigua Pink Ranger. Tras la marcha de Aisha, se ocupa de hacer que Tanya se sienta lo mejor posible, logrando que se quede a vivir con ella y su familia, encargándose de su matriculación en el instituto de Angel Grove. Cuando Tommy recibe por carta de la noticia de que Kimberly quiere romper con él, Kat se encarga de animarlo y al final acaba surgiendo la chispa romántica entre ambos. Como Pink Zeo Ranger, el símbolo de su visor es un óvalo y su arma es el escudo.
- Jason Lee Scott/Gold Ranger: En el pasado fue el primer Red Ranger, cargo que abandonó para marcharse a una conferencia de paz en Suiza junto a Zack y Trini. Ahora ha regresado y nada más es reclutado por Tommy para que asuma los nuevos poderes del Gold Ranger de manos de Trey de Triforia. Cuando Tommy es secuestrado por el Imperio de las Máquinas, Jason reasumirá el papel de líder que ejerció en el pasado hasta su rescate. Tommy siempre busca su consejo en las labores de líder, y además de ser bien recibido por sus antiguos compañeros, rápidamente se gana la amistad de los nuevos miembros del equipo, salvo de Rocky, que en principio se siente celoso y desplazado por aquel a quien él mismo reemplazó antes. Sin embargo, Rocky pronto superará estos temores, y también hará buena amistad con él. Como Gold Ranger, el símbolo de su visor es el mismo que muestra su arma personal, el cetro de poder y se trata del kanji Ō (王?), que significa "Rey".

### Aliados
- Zordon: Zordon sigue atrapado en un agujero temporal, y ahora se comunica desde el nuevo tubo de la Power Cámara. Como siempre, ejerce de mentor de los Rangers y describe a las criaturas que envía el Imperio de las Máquinas con la ayuda de los sensores de la Cámara.
- Alpha 5: El fiel asistente robótico de Zordon logró escapar en el último momento de la destrucción del Centro de Mando, y ahora sigue ayudándole en la nueva Cámara de Poder. Sigue manteniendo el carácter eternamente preocupado que le caracteriza.
- Billy Cranston: Es el antiguo Blue Ranger, como el Cristal Zeo solo tenía poder para cinco Rangers, Billy decidió renunciar y entregar su parte del Cristal a Tanya, para quedarse él en la Power Cámara ayudando a Alpha 5 a revelar sus nuevas posibilidades. Cuando se le presentó la oportunidad de asumir los poderes del Gold Ranger de manos de Trey, se descubrió que no podía aceptar esos poderes debido a que durante la explosión del Centro de Mando, en la que sufrió los efectos de un cortocircuito de los controles, su cuerpo absorbió una energía que repele la energía Gold y le impide retenerla para transformarse. Cuando, gracias a sus méritos académicos superdotados, se gradúa antes de tiempo del instituto de Angel Grove, se marcha a Aquitar con Cestro para ayudarle en una misión allí.
- Trey de Triforia: Es el Gold Ranger original. Al principio ayuda furtivamente a los Power Rangers Zeo, sin revelar su identidad y siempre desapareciendo cuando el trabajo está hecho, pero cuando le hieren y es incapaz de mantener su verdadera forma, desdoblándose en tres cuerpos, se ve obligado a entregar los poderes Gold para que estos no se pierdan para siempre, de forma temporal hasta que pueda recuperarse.
- Auric el Conquistador: Se trata de un antiguo tiki encontrado por los padres de Tanya tras una expedición en África de varios años. Con una llave, puede adoptar forma humana y luchar, tanto en tamaño humano como en tamaño gigante. No le gusta la violencia y siempre busca intentar razonar antes de emplear la fuerza bruta, casi siempre sin éxito. Tiene una gran fuerza él mismo que iguala e incluso supera a la del Super Zeo Megazord, pero al mismo tiempo no tiene muchas luces y es muy cobarde, volviendo a su forma de tiki cuando algo le aterroriza. El depositario del tiki y de la llave es Jason, después de que Tanya se lo confiara.
- Alien Rangers: Los Rangers de Aquitar volverán a establecer contacto con los Power Rangers Zeo en varias ocasiones, para ayudarles a desarrollar nueva tecnología, o pedirles ayuda cuando se les presenta una amenaza.
- Bulk y Skull: Bulk y Skull siguen trabajando en la policía juvenil hasta que cuando enfurecen a un superior son expulsados por solidaridad contra la expulsión de Stone. Entonces, comenzarán a trabajar como detectives privados, mostrando la misma incompetencia que cuando eran policías. Mientras Rito y Goldar permanecen amnésicos, estos encuentran a Bulk y Skull y les piden que les dejen quedarse con ellos, y Bulk y Skull los convierten en sus sirvientes y mascotas, a lo que ellos se someten encantados hasta que recuperan su memoria y les abandonan para volver con Rita y Zedd.
- Teniente/Detective Stone: Al principio sigue en la policía juvenil como el inmediato superior de Bulk y Skull, pero por culpa de ellos un jefe de mayor rango le expulsa de la policía y ellos en solidaridad renuncian con él, Stone en agradecimiento les contrata para su nuevo negocio de detectives privados.
- Emily: Se trata de una camarera que trabaja en el nuevo local de verano que instala Ernie. Jason siente algo hacia ella, y parece que ella le corresponde.

### Arsenal
- Zeonizadores: Son los dispositivos de transformación de los cinco Rangers principales. Se trata de dos brazaletes que aparecen cuando los Rangers los invocan y que se activan uniéndolos formando una cruz con los brazos e invocando el nombre de cada Power Ranger Zeo, tras pronunciar la frase "It's Morphin' Time".[Notas 1] Funcionan gracias al poder del Cristal Zeo, que una vez activados los poderes se fusionó en los trajes de los Rangers.

- Zeo Blade: Es una de las dos armas básicas de los Rangers, una espada corta con el mango plegable. Puede combinarse con la Zeo Pistola para mayor poder.
- Zeo Pistola Láser: Es la segunda arma básica de los Rangers, una pistola. Puede combinarse con la Zeo Blade para mayor poder.

- Zeo Blaster: Es el cañón fruto de la fusión de las cinco armas individuales de los Rangers junto a un Zeo Blade y una Zeo Pistola Láser.
  - Zeo Espada: Es una espada tipo estoque propiedad del Zeo Ranger V Red.
  - Zeo Hachas: Son dos hachas de mano propiedad del Zeo Ranger IV Green.
  - Zeo Tonfas: Son dos tonfas propiedad del Zeo Ranger III Blue.
  - Zeo Doble Porra: Son unos nunchakus separables propiedad de la Zeo Ranger II Yellow.
  - Zeo Escudo: Un escudo redondo que también sirve como arma arrojadiza, propiedad de la Zeo Ranger I Pink.

- Zeo Cañón: Es un cañón más poderoso que el Zeo Blaster, que se alimenta con cinco cargas, una de cada uno de los cinco Rangers principales, y lanza una bola de energía contra el enemigo.

- Cetro de Poder: Es un objeto de doble función, ya que sirve como dispositivo de transformación del Gold Ranger, y además es su arma personal. Funciona abriéndose su pináculo e invocando el "Gold Ranger Power". Por otra parte, como arma, además de como bastón en combate cuerpo a cuerpo, puede lanzar bolas de energía. Además, sirve para invocar a Pyramidis, el zord del Gold Ranger.

- Rueda Guerrera o Defensora: Se trata de un dispositivo con forma de rueda que normalmente se guarda en el Zeo Zord V y que, pilotada por uno de los Rangers, se puede lanzar contra el enemigo en tamaño normal convertida en una bola de fuego giratoria.

### Vehículos
- Zeo Jet Cycles: Son las motocicletas de los Rangers, que utilizan para transporte en batalla.

### Zords
Los Power Rangers Zeo disponen de dos juegos de Zords a lo largo de su misión, junto con otros Zords de apoyo.
- Zeo Megazord: Es el fruto de la fusión de los cinco Zeo Zords. Posee la facultad de cambiar de casco, con cinco cascos diferentes para elegir, cada uno representando el poder de uno de los Zeo Zords.
  - Zeo Zord I: Es el Zeo Zord de la Zeo Pink Ranger, una torreta que carece de la posibilidad de moverse por sí misma y es arrastrado por una cadena de la que tira el Zeo Zord III. Tiene un cañón individual con el que dispara al enemigo en batalla. Forma el pie derecho del Zeo Megazord, y su casco aporta el Zeo Cañón Power, que permite disparar bolas de energía.
  - Zeo Zord II: Es el Zeo Zord de la Zeo Yellow Ranger, otra torreta similar al Zeo Zord I, pero arrastrada por el Zeo Zord IV y con un cañón doble. Forma el pie izquierdo del Zeo Megazord, y su casco aporta el Zeo Cohete Power, un propulsor.
  - Zeo Zord III: Se trata de una esfinge que puede lanzar disparos de energía por la frente. También se encarga de tirar del Zeo Zord I en batalla. Forma los brazos, hombro y pecho del Zeo Megazord, y su casco aporta el Zeo Gravedad Power, un poder que permite manipular la gravedad a su alrededor.
  - Zeo Zord IV: Se trata de un toro que puede lanzar rayos por los cuernos o embestir al enemigo. También se encarga de tirar del Zeo Zord II en batalla. Forma el abdomen y los muslos del Zeo Megazord, y su casco aporta el Zeo Pirámide Power, que lanza un rayo que permite levantar por los aires al enemigo.
  - Zeo Zord V: Se trata de un fénix, el único de los cinco Zeo Zords con movimiento totalmente libre e independiente. Forma la cabeza y espalda del Zeo Megazord, y su casco es el casco por defecto que activa el modo Zeo Guerrero que permite usar la espada.

- Super Zeo Megazord: Es el fruto de los cinco Super Zeo Zords, entregados por Trey cuando el poder de los Zeo Zords básicos no fue suficiente. Los Super Zeo Zords son cinco Zords humanoides con el símbolo de cada ranger en el pecho.
  - Super Zeo Zord I: Es el Super Zeo Zord de la Zeo Pink Ranger, con un óvalo en el pecho. Forma los pies del Super Zeo Megazord.
  - Super Zeo Zord II: Es el Super Zeo Zord de la Zeo Yellow Ranger, con dos franjas en el pecho. Forma los brazos, hombros y cabeza del Super Zeo Megazord.
  - Super Zeo Zord III: Es el Super Zeo Zord del Zeo Blue Ranger, con un triángulo en el pecho. Forma el abdomen del Super Zeo Megazord.
  - Super Zeo Zord IV: Es el Super Zeo Zord del Zeo Green Ranger, con un rectángulo en el pecho. Forma las piernas del Super Zeo Megazord.
  - Super Zeo Zord V: Es el Super Zeo Zord del Zeo Red Ranger, con una estrella en el pecho. Forma el pecho del Super Zeo Megazord.

- Red Battlezord: Se trata de un Zord de apoyo del Red Ranger, con una gran fuerza de puñetazos y que puede usar los puños también como ametralladora.

- Zeo Mega Battlezord: Es la fusión del Zeo Megazord y el Battlezord. El Battlezord de coloca detrás y monta sus puños sobre los hombros del Zeo Megazord, añadiéndole poder de disparo.

- Rueda Guerrera: Se trata de un Zord de menor tamaño que los otros y vida propia que puede atacar cuerpo a cuerpo con gran velocidad o adoptar la forma de una rueda que el Zeo Megazord puede lanzar como proyectil al enemigo.

- Pyramidas: Es el Zord del Gold Ranger, invocado con el Cetro de Poder. Tiene la forma de una gran pirámide, de tamaño muy superior al del resto de Zords.

- Zeo Ultrazord: Es la combinación de los cinco Zeo Zords y el Battlezord con Pyramidas. Tiene dos modos, el modo tanque en el que los Zords montan sobre Pyramidas, y el modo guerrero, donde los cinco Zeo Zords se introducen en su interior y el Battlezord monta sus puños en el exterior de Pyramidas, que adopta una forma humanoide.

### Villanos
Los enemigos de los Power Rangers Zeo vienen de dos facciones enemigas entre sí, el Imperio de las Máquinas por un lado, y sus antiguos enemigos, Rita Repulsa, Lord Zedd y sus secuaces.
- Imperio de las Máquinas: Son un imperio formado por robots Pero son Familias que han ido conquistando distintas galaxias del universo. La Tierra es el último eslabón que les queda para dominar todo el universo, y por eso no dudan en expulsar a Rita y Lord Zedd de la Luna para iniciar el asalto contra la Tierra, decidiéndose a atacar Angel Grove porque ahí fue donde lo dejaron sus predecesores villanos.
  - Rey Mondo: Es el líder del Imperio de las Máquinas. Pensaba que la Tierra sería fácil de conquistar, pero se sorprendió de la fuerza de los Power Rangers Zeo, y aunque al principio los subestimó y pensó que la conquista sería "estimulante con un enemigo formidable", poco a poco perdió la paciencia después de que sus planes fracasaran uno tras otro, hasta que se decidió a atacar en persona, siendo destruido por el Super Zeo Megazord, siendo reemplazado por Loui Kaboom primero y por Gasket y Archerina después. Más adelante, sería reconstruido y volvería a liderar al Imperio.
  - Reina Machina: Es la esposa del Mondo, y la madre de Sprocket y Gasket. Muestra un amor incondicional hacia su marido y sus hijos, y aunque raramente participa directamente en los planes de estos, siempre les presta apoyo moral.
  - Príncipe Sprocket: Es el hijo pequeño de Mondo y Machina, un niño propenso al berrinche y a la irascibilidad cuando alguien le llevaba la contraria. A diferencia de su madre, lideró varios planes contra la Tierra, y fue él quien lideró la expulsión de Rita y Zedd de la Luna. Tiene una gran rivalidad con su hermano Gasket, al punto que ideó una trama para hacer que los Rangers le destruyeran, aunque sobrevivió.
  - Príncipe Gasket: Es el hijo mayor de Mondo y Machina. Llegó para salvar a la familia real de Loui Kaboom, y asumió el mando del Imperio de las Máquinas mientras reparaban a su padre. Cuando esto sucedió, debido a que Mondo no aceptaba el matrimonio de Gasket y Archerina, volvió a marcharse cuando Mondo regresó.
  - Archerina: Es la esposa de Gasket, hija de un rey enemigo de Mondo, quien no aceptó el matrimonio, lo que provocó la huida de ambos hasta su regreso al oír las noticias de la destrucción de Mondo. Es una excelente arquera, y puede lanzar unas flechas que hagan que cualquiera se enamore de ella, y que utilizó para hechizar a Loui Kaboom y provocar su destrucción. Tiene una gran rivalidad personal contra Kat.
  - Klank y Orbus: Son los sirvientes de la familia real de las máquinas. Se encargan de cumplir las órdenes de estos, y poco después de llegar a la Tierra son reprogramados para adquirir la capacidad de hacer crecer a los monstruos del Imperio de las Máquinas.
  - Cogs: Son los soldados de campo del Imperio de las Máquinas, unos robots que, en palabras de Zordon, "no tienen miedo y para ser derrotados deben ser desmantelados por completo".[6]

- Rita Repulsa y Lord Zedd: Los antiguos enemigos de los Power Rangers tuvieron que abandonar a la carrera el palacio de la Luna, destruido por Sprocket, y marcharse en Serpentera a vivir con Master Vile para disgusto de Lord Zedd. Sin embargo, acabarían regresando de incógnito en una caravana con la que la viajan por la superficie de la Luna. Cuando Mondo fue destruido, intentaron derrotar al Imperio enviando un monstruo creación de Finster, Loui Kaboom. Sin embargo, perdieron el control del monstruo, y se vieron obligados a permanecer de incógnito en la Luna, atacando ocasionalmente a los Rangers y maquinando nuevas formas de recuperar el mando del mal.
- Rito Revolto y Goldar: Tras la destrucción del Centro de Mando, la onda expansiva de la explosión les alcanzó, perdiendo el Cristal Zeo, y quedando abandonados en la Tierra con amnesia, siendo recogidos por Bulk y Skull y convertidos en sus sirvientes hasta que recuperaron la memoria gracias a Lord Zedd y Rita, reuniéndose con ellos.
- Finster: El sirviente personal de Rita y fabricante de monstruos y otros artilugios, sigue a las órdenes de Rita y cumpliendo sus órdenes.

- Louie Kaboom: Es un monstruo creado por Finster para derrocar al Imperio de las Máquinas y devolverles el mando a Rita y Zedd. Tuvo éxito en derrocar a Machina y Sprocket, pero Rita y Zedd perdieron el control sobre él, y Loui acabó como líder del Imperio de las Máquinas en persona, encarcelando a la familia real y asumiendo el mando, hasta que fue derrocado por Gasket y Archerina.

## Episodios
| Temporada | Temporada | Episodios | Episodios | Emisión original        | Emisión original    |
| Temporada | Temporada | Episodios | Episodios | Primera emisión         | Última emisión      |
| --------- | --------- | --------- | --------- | ----------------------- | ------------------- |
|           | 4         | 50        | 50        | 11 de noviembre de 1996 | 29 de junio de 1997 |

## Doblaje de Brasil
- Jorge Lucas como Tommy Oliver.
- Christiano Torreão como Adam Park.
- Duda Ribeiro como Rocky DeSantos.
- Ana Lúcia Menezes como Tanya Sloan.
- Marisa Leal como Katherine "Kat" Hillard.
- Alexandre Moreno como Jason Lee Scott.

## Doblaje de Hispanoamérica
- Adrián Fogarty como Tommy Oliver.
- Rubén León como Adam Park.
- Sergio Bonilla como Rocky DeSantos.
- Pilar Escandón como Tanya Sloan.
- Laura Torres como Katherine "Kat" Hillard.
- Alfonso Obregón como Jason Lee Scott.

## Doblaje de España
- Alberto Closas Jr. como Tommy Oliver.
- David Robles como Adam Park.
- Cholo Moratalla como Rocky DeSantos.
- Pilar Aguado como Tanya Sloan.
- Miriam Valencia como Katherine "Kat" Hillard.
- Rafa Romero como Jason Lee Scott.